# Mayke
Mayke Rocha Oliveira vagy egyszerűen Mayke  (Carangola, 1992. november 10. –), brazil labdarúgó, a Cruzeiro hátvédje.